# Pikić
Pikići vuku podrijetlo iz triju hercegovačkih sela: Prosjek, Lušnice i Diklići. Ta sela pripadaju predjelu zvan Bobani u istočnoj Hercegovini. Jevto Dedijer ih spominje samo u selu Podgrađe, predio Bišće nedaleko od Blagaja kod Mostara. U selu Prosjeku smatraju se starosjediocima. Iz Prosjeka su se doselili u Lušnice i Pridvorce kod Trebinja. U selu Začuli je jedna kuća Pikića, obitelji koja se doselila iz Lušnica na ujčevinu u porodice Stanić. Pikića ima i u Trebinju, Dubrovniku, Beogradu, Zagrebu, Sarajevu i Stockholmu u Švedskoj. 
Risto Milićević (2005:568) navodi da su se Pikići nekad zvali Kostadinovići, no postoji i drugo predanje koje govori da su se Pikići nekad prezivali Konstantinovići. Budući da je Kostadin narodna inačica imena Konstantin, vrlo je vjerojatno da su ta dva imenska patronimika zapravo jedno te isto prezime. Svi pravoslavni Pikići slave 20. siječnja svetog Jovana Krstitelja, tj. Jovanjdan, osim začulanskih koji su preuzeli Jeremijevdan (14. svibnja) od Stanića.
U pisanim dokumentima, ime Pikić prvi put se javlja u dekretu o dodjeli zemlje mletačkog generalnog providura Dalmacije i Albanije Danijela Dolfina. U tom dekretu su popisani novi i stari vlasnici zemljišnih parcela u istočnoj Hercegovini nakon Morejskog rata između Osmanlijskog carstva i Mletačke Republike, vođen od 1684. do 1699. godine. Povjesničar Bogumil Hrabak bilježi da je 1695. godine "u selu Raptima i u Rogojeviću (bivšem vlaškom katunu), vjerojatno susjednom naselju, od zemlje Alića Pribinovića predato je u vlasništvo Savi Matijaševu iz sela Pikići (Popovo) dva konopa na lokalitetu zvanom Ćor kod Diklića (vlaha) (257-7')" (1985:42).
Pikići su pravoslavne vjeroispovjesti i po etničkoj pripadnosti su Srbi.